# Grov tiggarstav
Grov tiggarstav (Plagiobothrys stipitatus) är en strävbladig växtart som först beskrevs av Edward Lee Greene, och fick sitt nu gällande namn av Ivan Murray Johnston. Enligt Catalogue of Life ingår Grov tiggarstav i släktet tiggarstavar och familjen strävbladiga växter, men enligt Dyntaxa är tillhörigheten istället släktet tiggarstavar och familjen strävbladiga växter. Arten förekommer tillfälligt i Sverige, men reproducerar sig inte. Utöver nominatformen finns också underarten P. s. micranthus.